# Karl Theodor Hoeniger

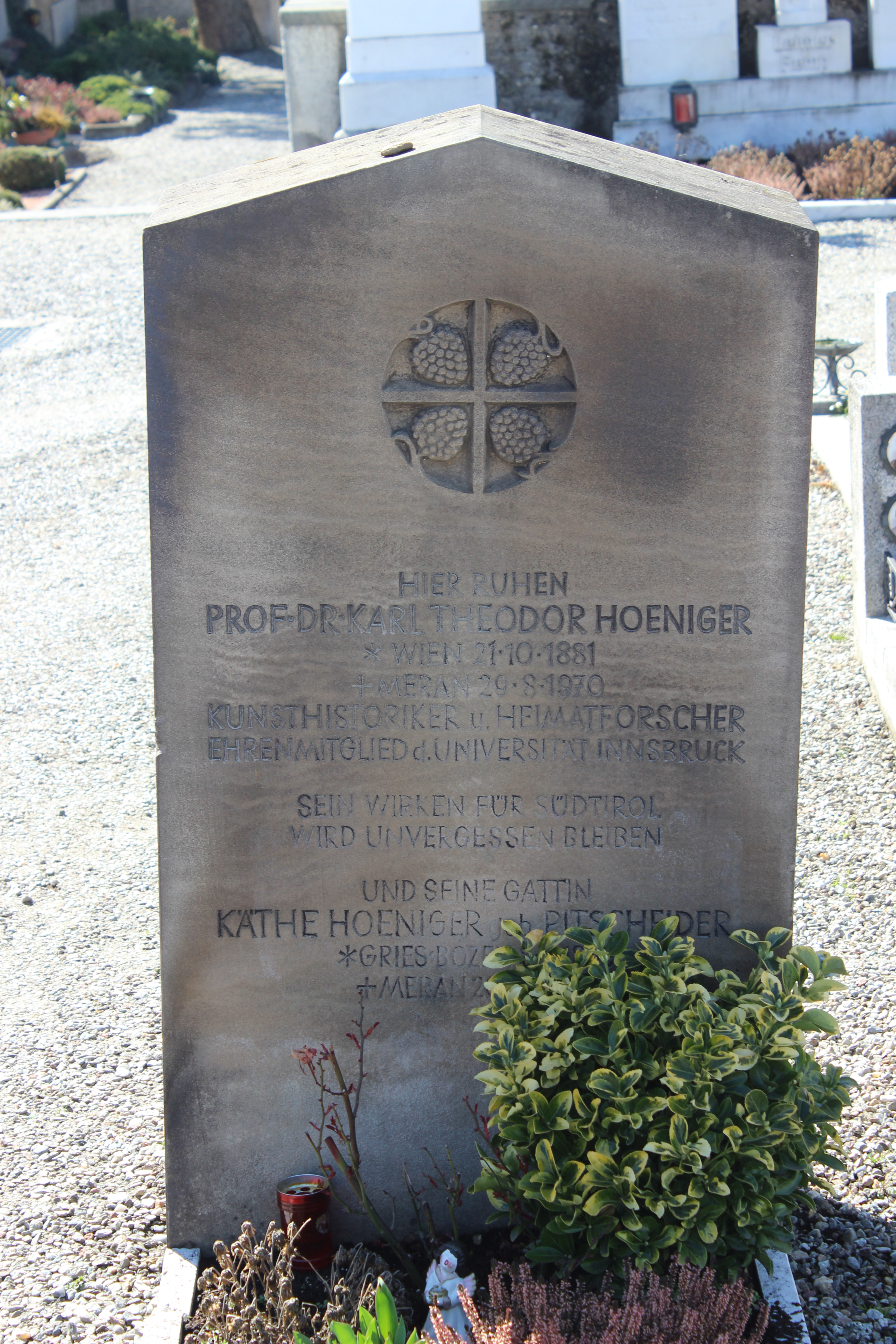
Grab von Karl Hoeniger

Karl Theodor Hoeniger (* 21. Oktober 1881 in Wien; † 28. August 1970 in Meran) war ein Südtiroler Autor und Kulturhistoriker.

## Leben

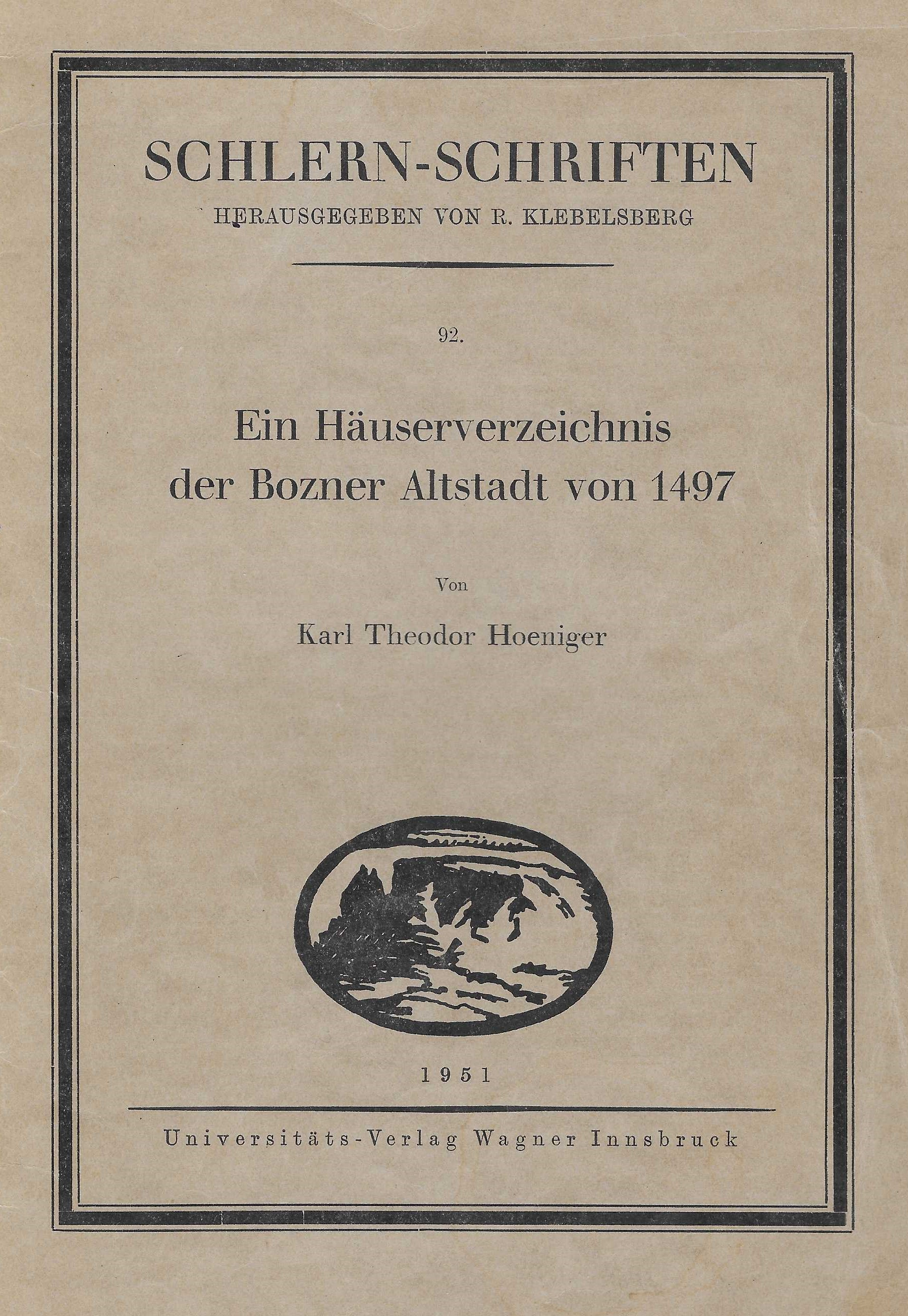
Umschlag der Schlern-Schriften 92 aus der Feder Hoenigers

Hoeniger ist als Steirer mit Tiroler Vorfahren in Wien zur Welt gekommen. Dort und in Klagenfurt besuchte er das Gymnasium, dann machte er sein Einjährig-Freiwilligen-Jahr bei der Artillerie in Steyr. An den Universitäten Erlangen und Wien studierte Hoeniger Kunstgeschichte, Germanistik und Philosophie und promovierte 1907 zum Dr. phil.
Nach dem Studium wurde Hoeniger Dramaturg der Vereinigten Städtischen Bühnen in Graz und erhielt später eine Berufung an das Burgtheater. Im Ersten Weltkrieg diente er an der Tiroler Front als Führer einer Feldkanonen-Batterie am Tonale, bei Folgaria, in den Sieben Gemeinden und bei Sexten.
Nach dem Krieg heiratete er Käthe Pitscheider aus Gries bei Bozen und blieb in Südtirol. Er wurde Mitglied des Heimatschutzvereins Bozen, Schriftleiter der Bozner Nachrichten und gab von 1922 bis 1967 den Bozner Hauskalender (heute: Südtiroler Hauskalender) heraus. Er wurde Mittelpunkt eines Kreises, zu dem Friedrich Teßmann, Karl von Hepperger und Josef Blaas zählten. Er leitete auch den Kulturteil der Dolomiten und des "Volksboten", war Theater- und Kunstkritiker und publizierte zahlreiche Beiträge im Schlern. 
Während des Zweiten Weltkriegs wirkte Hoeniger an der Südtiroler Kulturkommission des SS-Ahnenerbes in der Arbeitsgruppe "Germanische Weltanschauung und Sinnbilder" mit. Ebenso publizierte er 1943/45 im nationalsozialistischen Bozner Tagblatt. Für das NS-Volkshilfswerk in Südtirol gestaltete er 1943 die Broschüre Deutsche Weihnachten, in der er den Weihnachtsbaum zum „Sinnbild der immerwährenden Sippen- und Volksverbundenheit“ erhob.
Mit seinem Gedicht Die acht Bozner Seligkeiten schuf Hoeniger eine populär gewordene Beschreibung des Altbozner patrizischen Bürgersinns; der Text gilt als Ausdruck eines „besitzstandswahrenden, tendenziell sozialkonservativen, aber auch von gezähmtem Liberalismus durchwirkten Bürgergeist[s]“.
Wegen der Bombardierung Bozens im Krieg verlegte Hoeniger seinen Wohnsitz nach Obermais, wo er bis zu seinem Tode blieb.
Seinen wissenschaftlichen Nachlass verwahrt das Südtiroler Landesarchiv.

## Werke
- Altbozner Bilderbuch. 100 Abbildungen und 40 Aufsätze zur Stadtgeschichte. Ferrari-Auer, Bozen 1933 (Digitalisat), erw. Neuauflage ebd. 1968.
- Das älteste Bozner Ratsprotokoll vom Jahre 1469. In: (Bozner) Jahrbuch für Geschichte, Kultur und Kunst. Verlagsanstalt Bozen: Vogelweider 1934, S. 7–111 (Digitalisat).
- Südtiroler Weinfibel. Südtiroler Künstlerbund, Bozen 1946.
- Südtiroler Volksleben. In 170 Gemälden und Zeichnungen von Albert Stolz (1875–1947). Ein Heimatbuch. Tyrolia, Innsbruck 1951.
- Ein Häuserverzeichnis der Bozner Altstadt von 1497 (= Schlern-Schriften. Band 92). Wagner, Innsbruck 1951. Auch als: Veröffentlichungen des Tiroler Landesmuseums Ferdinandeum. Band 31, ebd. 1951, S. 309–356 (zobodat.at [PDF]).

## Auszeichnungen
- Walther-von-der-Vogelweide-Preis (1961)
- Ehrenzeichen des Landes Tirol
- Berufstitel Professor